# عملیات خان طومان
عملیات خان طومان نام عملیاتی است که در سال ۲۰۱۶ میلادی توسط نیروهای مسلح عربی سوریه، نیروهای مدافع حرم ایرانی، لبنانی (حزب‌الله)، افغانستانی (فاطمیون) و عراقی (النجباء) علیه نیروهای داعش انجام گردید که قصد تصرف شهر را داشتند. در پایانِ عملیات در تاریخ ۲۹ ژانویه ۲۰۲۰، خان طومان به تصرف نیروهای سوری درآمد.

## موقعیت مکانی

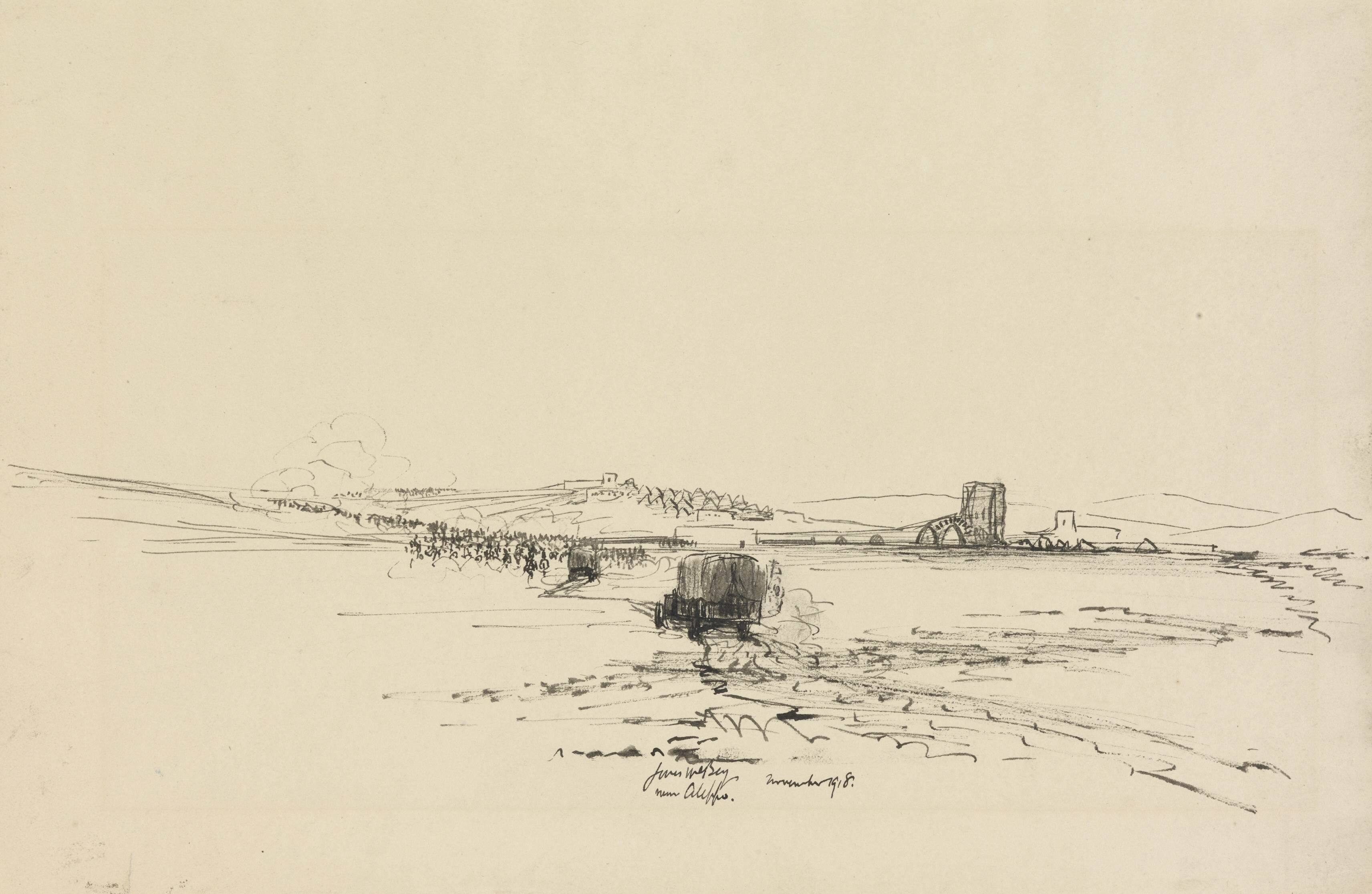
خان طومان، اثر هنری

خان طومان نام یک روستا در سوریه است که در نزدیکی بزرگراه حلب-دمشق واقع شده است و دارای اهمیت استراتژیکی زیادی برای هر دو طرف درگیری می‌باشد. در مراحل اولیهٔ عملیات، جنوب غربی ریف در مارس ۲۰۱۶ توسط محور مقاومت پس گرفته شد و منجر به آزادسازی بسیاری از بخشهای اشغال شدهٔ منطقه بخصوص خان طومان گردید. در انتهای درگیری، در ژانویه سال ۲۰۲۰ میلادی، خان طومان به‌طور کامل به کنترل نیروهای دولتی درآمد.
در نهایت مخالفان به روستای کفر تعال گریختند.

## نیروهای سوریه

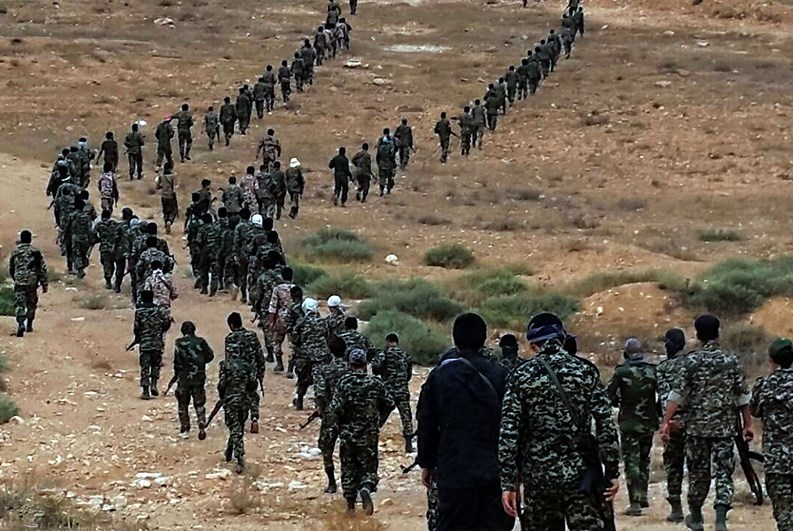
نیروهای لشکر فاطمیون افغانستان، حامی نیروهای سوریه

نیروهای سوریه و حامیان (قرمز رنگ)؛ نیروهای شورشی (مخالف) (آبی رنگ)

در عملیات خان طومان، نیروهای سوریه با حمایت نیروهای جبهه مقاومت به نبرد با «جبهةالنصره» و هم‌پیمانانش پرداختند. نیروهای سوریه شامل: ۲۸۰ نیرو از سوریه، ۷۰ نیروی ایرانی (از استان مازندران)، ۸۵۰ نفر از نیروهای تیپ لیوای فاطمیون افغانستان و ۴۰۰ رزمنده از النجباء عراق که در حمایت از سوریه در بازپس‌گیری خان طومان از شورشیان مسلح شرکت داشتند.

## شورشیان مسلح
در اوایل عملیات نبرد خان طومان، تعداد نیروهای شورشی ۲۰۰۰ نفر بوده است که ۷۰۰ نفر آنها توسط ارتش سوریه و جبهه مقاومت کشته شدند.

## نقض آتش‌بس
(نیروهای نظامی ایرانی در آن زمان مرتباً تأکید داشتند که به آتش‌بسی دست یافته‌ایم ولی جبهه النصره شامل آن نمی‌شود؛ بنابراین این مقاله چگونه ادعا می‌کند که النصره آتش‌بس را نقض کرده است؟!)بنا به گزارش روزنامه «السفیر» چاپ لبنان، نیروهای تکفیری در جنگ خان‌طومان، به نقض آتش‌بس دست زدند. این روزنامه اشاره داشت: «جیش الفتح یا همان جبهةالنصره سابق که ساختار آن اخیراً با هم‌پیمانی دیگر گروه‌های بازسازی شده، با انجام حملاتی به منطقهٔ استراتژیک خان طومان که در جنوب حلب واقع شده است، آتش‌بس را نقض کردند».

## رحیم کابلی
در عملیات بازپس‌گیری خان طومان، «جبهةالنصره» و هم‌پیمانانش با دادن ۴۰۰ نفر تلفات، از منطقه عقب‌نشینی کردند؛ و از سویی دیگر، نیروی‌های سوری در حال نبرد علیه نیروهای شورشی بودند، در پایان ۱۳ نفر از نیروهای ایرانی که از استان مازندران در نبرد حاضر شده بودند کشته و ۱۸ نفر دیگر مجروح شدند.
پیکر فرمانده رحیم کابلی پس از ۶ سال در تاریخ ۱۴۰۱/۵/۸ مصادف با روز اول محرم ۱۴۴۴ به همراه دو شهید مازندرانی دیگر پیدا و به وطن خویش بازگشتند.

## تفحص
در تاریخ نهمِ بهمن سال ۱۳۹۸ نیروهای ارتش سوری در کنار نیروهای جبهه مقاومت در طی انجام عملیاتی در نهایت خان‌طومان (و شهر حلب) را از دست نیروهای تکفیری آزاد کردند و پس از این عملیات که منجر به آزادسازی کامل خان طومان شد، به تفحص نیروهای از دست رفتهٔ خود پرداختند؛ که بعد از انجام آزمایشهای DNA در مرکز ژنتیک سپاه، هویت ۷ نفر از نیروهای مدافع حرمِ ایرانی که از استان‌های مازندران، البرز، قزوین و خوزستان شناسایی و تأیید شد، و سپس پیکرهای آنها به ایران بازگشت؛ اسامی آنها شامل: محمد بلباسی، رضا حاجی‌زاده، حسن رجایی‌فر، علی عابدینی و محمود رادمهر از استان مازندران، مجید سلمانیان از استان البرز، زکریا شیری از استان قزوین، و مهدی نظری از استان خوزستان.